# Закон о первом найме

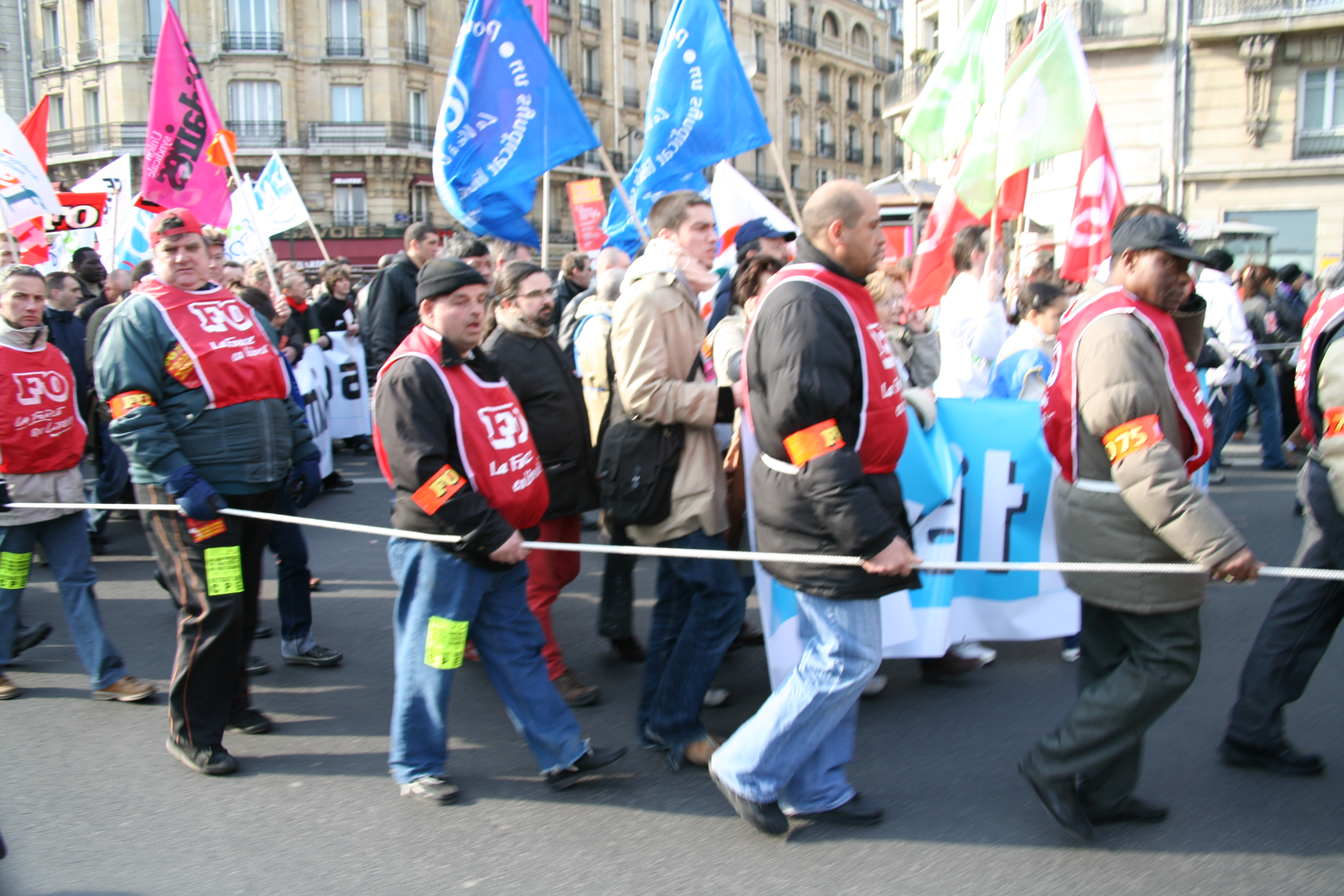
Демонстрация против закона 18 марта 2006 года в Париже

Закон о первом найме (фр. Contrat première embauche; CPE) - закон, предложенный во Франции президентом Жаком Шираком и вступивший в силу 2 апреля 2006 года.
Закон о первом найме предоставляет работодателю право увольнять без объяснения причины в течение первых двух лет работы молодого сотрудника, если ему ещё не исполнилось 26 лет, без выплаты каких либо выходных пособий. Предполагалось, что новый закон должен повысить мобильность на рынке труда.
Законопроект вызвал массовое возмущение студентов и профсоюзов. Они указывали, что закон ставит молодого специалиста в условия, полностью зависимые от работодателя. Он должен был привести к снижению заработной платы. Работники старше 26 лет проигрывали бы в конкурентной борьбе молодым, так как наём их стал бы значительно выгоднее.
В результате массовых акций протеста закон был отменён.